# Кандид, или Оптимизм в XX веке
«Кандид, или Оптимизм в XX веке» (фр. Candide ou l'Optimisme au XXe siècle) — кинокомедия французского режиссёра Норбера Карбонно, вышедшая на экраны в 1960 году.

## Сюжет
Фильм снят по мотивам повести Вольтера «Кандид, или Оптимизм» (1758 год). Действие повести перенесено в XX век, во времена Второй мировой войны. Кандиду (Жан-Пьер Кассель), прошедшему через все круги ада, удаётся сохранить любовь к прекрасной Кунигунде.

## В ролях
- Жан-Пьер Кассель — Кандид
- Пьер Брассёр — доктор Панглос
- Далия Лави — Кунигунда
- Мишель Симон — генерал Нанар
- Луи де Фюнес — офицер гестапо
- Дарио Морено — Дон Фернандо, первый диктатор
- Жаклин Майан — мадам Джун, пуританская мать.
- Жан Ришар — торговец с «чёрного» рынка